# Neogastropoda
Neogastropoda é uma subordem de gastrópodes pertencente a ordem Hypsogastropoda.

## Superfamílias
- Superfamília Buccinoidea
- Superfamília Cancellarioidea
- Superfamília Conoidea
- Superfamília Muricoidea
- Superfamília Olivoidea
- Família Peristerniidae
- Superfamília Pseudolivoidea
- Superfamília Volutoidea